# Carolina Zardo
Carolina Zardo (née le 16 novembre 1992 à Verceil) est une joueuse italienne de volley-ball. Elle mesure 1,70 m et joue au poste de libero. Elle totalise 7 sélections en équipe d'Italie.

## Clubs
| Club                  | Pays   | De        | À         |
| --------------------- | ------ | --------- | --------- |
| S2M Vercelli          | Italie | 2004-2005 | 2007-2008 |
| Asystel Volley Novara | Italie | 2008-2009 | 2011-2012 |
| Red Volley            | Italie | 2012-2013 | 2012-2013 |
| Volley 2002 Forlì     | Italie | 2013-2014 | …         |

## Palmarès

### Équipe nationale
- Championnat d'Europe des moins de 20 ans
  - Vainqueur : 2010.
- Championnat du monde des moins de 20 ans
  - Vainqueur : 2011.

### Clubs
- Coupe de la CEV
  - Vainqueur : 2009.

### Récompenses individuelles
- Championnat d'Europe féminin de volley-ball des moins de 20 ans 2010: Meilleure libero.